# Röjestjärnen
Röjestjärnen är en sjö i Härjedalens kommun i Härjedalen och ingår i Ljusnans huvudavrinningsområde. Sjön har en area på 0,147 kvadratkilometer och ligger 520,3 meter över havet. Sjön avvattnas av vattendraget Storvasslan.

## Delavrinningsområde
Röjestjärnen ingår i det delavrinningsområde (687163-140262) som SMHI kallar för Inloppet i Röjestjärnen. Medelhöjden är 530 meter över havet och ytan är 0,81 kvadratkilometer. Räknas de 4 avrinningsområdena uppströms in blir den ackumulerade arean 30,11 kvadratkilometer. Storvasslan som avvattnar avrinningsområdet har biflödesordning 4, vilket innebär att vattnet flödar genom totalt 4 vattendrag innan det når havet efter 297 kilometer. Avrinningsområdet består mestadels av skog (23 procent) och sankmarker (58 procent). Avrinningsområdet har 0,15 kvadratkilometer vattenytor vilket ger det en sjöprocent på 17,9 procent.